# Thrombektomie
Unter einer Thrombektomie, auch Thrombembolektomie, versteht man die operative Entfernung eines Blutgerinnsels (Thrombus) aus einem Blutgefäß. Sie ist ein relativ schonendes Verfahren zur Wiedereröffnung von Blutgefäßen, die über lange Abschnitte in der Röntgen-Darstellung der Gefäße (Angiographie) verschlossen erscheinen.
Dies kann z. B. bei Verschlüssen der Oberschenkelarterien durch eine Embolie an einer meist recht kurzen, hochgradigen Engstelle (Stenose) vorkommen; dabei kann das Blut in dem prästenotischen als auch poststenotischen Gefäßabschnitt durch den verminderten Blutfluss sekundär geronnen sein. Häufig bleiben Embolien aber an den Gefäßaufzweigungen, z. B. der Leistenschlagader oder Kniekehlenschlagader hängen und verursachen dann o. g. Phänomen.

## Verfahren
Zur Thrombektomie wird ein Katheter (in der Regel ein sog. Fogarty-Katheter) mit endständigem, nicht gefülltem Ballon in ein thrombosiertes Gefäß eingebracht, das zuvor freigelegt und mittels eines Quer- oder Längsschnittes eröffnet wurde. Der Ballon wird, sobald der Thrombus passiert ist, mit NaCl gefüllt und zurückgezogen. Dieser Vorgang wird so lange wiederholt, bis kein Gerinnsel mehr gefördert werden kann. So kann in den meisten Fällen der Thrombus aus den Gefäßen entfernt werden.
Anwendung findet diese Behandlung in der Gefäßchirurgie, Neuroradiologie und der Kardiologie vor allem in der Versorgung embolisierter und sekundär thrombosierter peripherer Arterien (s. o.). Ohne Behandlung der Ursache der Embolie kann ein erneuter Verschluss des Gefäßes auftreten.
Die Vorteile der Neurothrombektomie bei der Schlaganfalltherapie sind so überzeugend, dass die Behandlungsmöglichkeit flächendeckend in Stroke Units 24 Stunden am Tag zur Verfügung stehen sollte. Hierbei wird in der Regel über die Leistenarterie ein Führungskatheter bis in das jeweilige Hirn zuführende Gefäß (Arteria carotis interna oder Arteria vertebralis) vorgebracht. Anschließend wird über einen Mikrokatheter ein sogenannter Stent-Retriever im Blutgerinnsel freigesetzt. Nach ein paar Minuten, in denen das Blutgerinnsel sich mit dem Stent verbinden kann, wird dieser zurück in den Führungskatheter gezogen. In der Regel wird diese Technik kombiniert mit einem zweiten großlumigen Katheter, der unter Sog bis an das Blutgerinnsel herangeführt wird, um so ein Abschwemmen von Teilen des Thrombus möglichst zu verhindern. Auch die zusätzliche Anwendung eines Führungskatheters mit integriertem Ballon, der einen kurzfristigen Verschluss des zuführenden Blutgefäßes ermöglicht ist möglich. Manche Zentren versuchen auch primär über einen Absaugkatheter ohne Stent-Retriever das Gefäß zu eröffnen und nutzen einen zusätzlichen Stent-Retriever nur beim Versagen dieses Verfahrens.